# Piece of Mind
Piece of Mind è il quarto album in studio del gruppo musicale britannico Iron Maiden, pubblicato il 16 maggio 1983 dalla EMI.

## Descrizione
Dopo che il precedente batterista, Clive Burr, aveva abbandonato il gruppo per problemi di stress dovuti al lungo tour promozionale di The Number of the Beast e per il triste avvenimento della morte del padre, in seguito a cui aveva deciso di passare del tempo con la famiglia, Steve Harris ingaggiò Nicko McBrain, che militava precedentemente nei Trust. Non vi furono tensioni tra Clive Burr ed il resto del gruppo e gli stessi Maiden scrissero, insieme ai ringraziamenti nelle ultime pagine del booklet dell'album, una frase di ringraziamento a Clive ('A very special thanks to Clive Burr - good luck mate!').
Il primo titolo proposto per questo album era Food for Thought ma il gruppo optò successivamente per Piece of Mind.
Nel 1983 è stata pubblicata una versione picture-disc riservata al mercato statunitense e contenente la bonus-track Cross Eyed Mary. In Europa questo brano era disponibile solo come b-side del singolo The Trooper fino al 1995 quando tutti gli album degli Iron Maiden sono stati ripubblicati in versione double-cd (album vero e proprio nel CD1 e b-side dei singoli nel CD2).

### I brani
L'album riflette gli interessi del gruppo per libri e film.
1. Where Eagles Dare si ispira al film Dove osano le aquile, a sua volta tratto dall'omonimo libro di Alistair MacLean. Questo brano è famoso per la veloce intro di batteria. A proposito di esso si dice che, quando Harris chiese a Nicko McBrain un'intro di batteria aggressiva per la canzone, Nicko prese posto allo strumento e suonò un velocissimo pezzo che, in pochi secondi, utilizzava tutti i componenti del drumkit. Tale accompagnamento fu poi riarrangiato dai due, fino a diventare quello che si può sentire nella versione definitiva della canzone;
2. Revelations, scritta da Dickinson, parla di religione (il titolo è un riferimento alla nominazione anglosassone del libro dell'Apocalisse) e viene citato lo scrittore Gilbert Keith Chesterton;
3. Flight of Icarus si ispira alla leggenda greca rivista in chiave "ribelle" dove Icaro rappresenta la generazione dell'epoca che tenta di ribellarsi;
4. Die with Yours Boots On parla del mondo attuale devastato da guerre, terrore e distruzione, ma prende anche ispirazione dal film La storia del generale Custer;
5. The Trooper è ispirata da Charge of the Light Brigade di Alfred Tennyson e parla di un soldato che combatte durante la guerra di Crimea, tra Regno Unito e Russia;
6. Still Life si ispira al racconto Genius loci di Clark Ashton Smith;
7. Quest for Fire è ispirata ad un omonimo romanzo di J. H. Rosny aîné e narra della scoperta del fuoco da parte degli uomini primitivi;
8. Sun and Steel venne scritta da Adrian Smith ed è ispirata alla leggenda del samurai Miyamoto Musashi. Il titolo è anche un riferimento all'omonimo libro autobiografico di Yukio Mishima, in italiano Sole e acciaio;
9. To Tame a Land si basa sul romanzo di Frank Herbert Dune e inizialmente si intitolava proprio così. Poco prima dell'uscita dell'album l'autore del romanzo si oppose dichiarando il suo disprezzo verso qualsiasi band rock e la canzone acquisì il titolo odierno. Infatti la prima stampa della versione italiana (ormai rara da reperire) riporta Dune come titolo al posto di To Tame a Land .

## Tracce
1. Where Eagles Dare – 6:10 (Steve Harris)
2. Revelations – 6:48 (Bruce Dickinson)
3. Flight of Icarus – 3:50 (Adrian Smith, Bruce Dickinson)
4. Die with Your Boots On – 5:25 (Adrian Smith, Bruce Dickinson, Steve Harris)
5. The Trooper – 4:11 (Steve Harris)
6. Still Life – 4:55 (Dave Murray, Steve Harris)
7. Quest for Fire – 3:41 (Steve Harris)
8. Sun and Steel – 3:26 (Bruce Dickinson, Adrian Smith)
9. To Tame a Land – 7:25 (Steve Harris)

CD bonus nella riedizione del 1995
1. I've Got the Fire – 2:38 (Ronnie Montrose) – originariamente interpretata dai Montrose
2. Cross Eyed Mary – 3:55 (Ian Anderson) – originariamente interpretata dai Jethro Tull

Contenuto multimediale nell'edizione rimasterizzata
1. Flight of Icarus (Adrian Smith, Bruce Dickinson)
2. The Trooper (Steve Harris)

## Formazione
- Bruce Dickinson – voce, chitarra (traccia 2)
- Dave Murray – chitarra
- Adrian Smith – chitarra, cori
- Steve Harris – basso, cori
- Nicko McBrain – batteria

## Classifiche
| Classifica (1983-2021) | Posizione massima |
| ---------------------- | ----------------- |
| Austria                | 10                |
| Canada                 | 10                |
| Croazia                | 6                 |
| Finlandia              | 2                 |
| Germania               | 8                 |
| Italia                 | 18                |
| Norvegia               | 9                 |
| Nuova Zelanda          | 8                 |
| Paesi Bassi            | 9                 |
| Regno Unito            | 3                 |
| Spagna                 | 16                |
| Stati Uniti            | 14                |
| Svezia                 | 6                 |